# 克拉伦斯·格洛弗
克拉伦斯·格洛弗（英語：Clarence Glover，1947年11月1日—），美国NBA联盟前职业篮球运动员。他在1971年的NBA选秀中第1轮第10顺位被波士顿凯尔特人选中。